# La Maison dans la dune (film, 1952)
Pour les articles homonymes, voir La Maison dans la dune (homonymie).
Pour plus de détails, voir Fiche technique et Distribution.
La Maison dans la dune est un film français réalisé par Georges Lampin, sorti en 1952.

## Synopsis
Dans le Nord à la frontière belge, le beau Sylvain (Roger Pigaut), contrebandier de tabac, est l'amant de la voluptueuse Germaine (Ginette Leclerc). Leur copain le vieux César (Arthur Devère), également contrebandier, a tué un douanier et il est recherché par l'inspecteur Lourges (Jean Chevrier) qui est attiré par Germaine. Sylvain, qui cache César, devient amoureux de la pure et innocente Pascaline (Marie-Claire Olivia), et il songe à se ranger. Mais il est finalement emprisonné et vit de l'espérance que Pascaline saura l'attendre.

## Fiche technique
- Titre : La Maison dans la dune
- Réalisation : Georges Lampin
- Scénario : Jean-Paul Le Chanois d'après le roman éponyme de Maxence Van der Meersch
- Photographie : Jean Bourgoin
- Décors : Maurice Colasson
- Son : Tony Leenhardt
- Montage : Borys Lewin
- Musique : Maurice Thiriet
- Assistants réalisateur : Pierre Léaud et Édouard Luntz
- Production : Robert Dorfmann, Adolphe Osso
- Sociétés de production : Films Vendôme, Silver Films
- Pays d'origine :  France
- Format : Noir et blanc - 35 mm - 1,37:1 - Mono
- Genre : Film dramatique
- Durée : 90 minutes
- Date de sortie : France, 29 février 1952

## Distribution
- Ginette Leclerc : Germaine
- Jean Chevrier : Lourges
- Roger Pigaut : Sylvain
- Marie-Claire Olivia : Pascaline
- Arthur Devère : César
- Paul Faivre : l'oncle de Pascaline
- Robert Rollis : le matelot
- Edmond Ardisson
- Guy Decomble
- René Hell
- Nicole Régnault
- Gabriel Gobin
- Jean Sylvain
- René Pascal
- Maryse Paillet
- Jean Sylvère
- Adolphe Osso
- Émile Mylo
- Raymond Raynal